# Agelista andina
Agelista andina är en spindelart som beskrevs av Simon 1900. Agelista andina ingår i släktet Agelista och familjen hoppspindlar. Inga underarter finns listade i Catalogue of Life.